# エリーゼのために

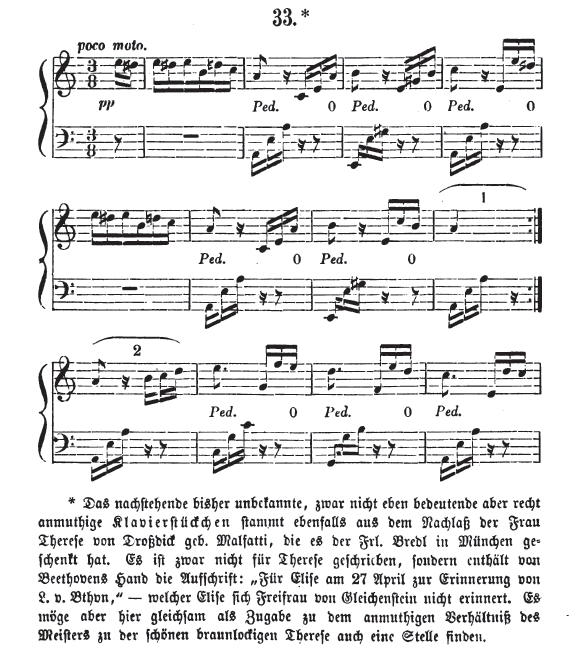
初版の楽譜（1867年）

バガテル『エリーゼのために』（独:Für Elise）は、ルートヴィヒ・ヴァン・ベートーヴェンが1810年4月27日に作曲したピアノ曲。「WoO 59」の番号が与えられているほか、通し番号をつけて『バガテル第25番』と称される場合もある。

## 楽曲の概要
イ短調の属音であるe音と、半音下のdis音が揺れ動き、両手のアルペッジョへと続く主題が特徴的。ヘ長調に開始される愛らしいものと、主音の保続低音が鳴る激しいものと2つのエピソードを持ち、それらと主部との対比が明確で、形式的にも簡素で分かりやすい。
トリル・分散和音・オクターブ・トレモロ・連打音・三度の和音・六度の和音・三連符・半音階と様々な演奏テクニックが盛り込まれている。
さほど演奏の難易度も高くなく、ピアノを習い始めて5年目前後の「ピアノ中級者始めの練習曲」としても有名である。ただし、メロディーの一部にオクターブの広さがあるため、ある程度の手の大きさが必要であり、小学校高学年くらいにならないと綺麗に弾きこなすことが難しい曲である。
ポコ・モート、イ短調、8分の3拍子、ロンド形式。

## 資料と作曲史

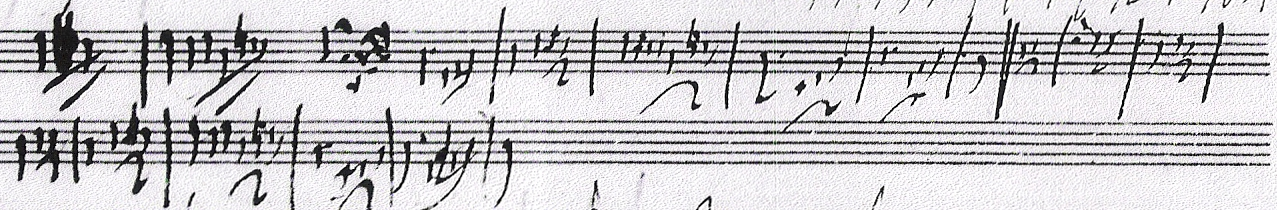
1808年の最初のスケッチ

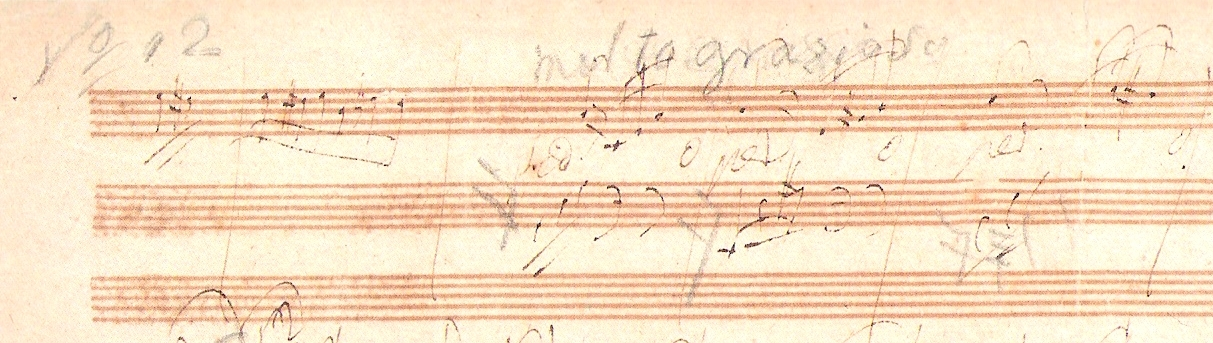
BH 116。ペンは1810年、鉛筆書きは1822年

本曲がベートーヴェンの生前に出版されることはなかった。現存する楽譜には3種類があり、失われた自筆譜を含めて4つの段階が確認できる。
1. 1808年、ベートーヴェンは交響曲第6番のためのスケッチ帳の149ページ第6-7行にこの曲の主旋律を記した[1]。ページは後に切り取られ、現在はベルリン州立図書館所蔵のベートーヴェン自筆スケッチ帳「ランツベルク10」に収録されている。旋律のみで16小節からなり、後のものとは少し旋律が異なっている。
2. 1810年、全曲を記した原稿が2つの段階に分けて書かれた[2]。この楽譜はベートーヴェン・ハウス所蔵で「BH 116」という番号がつけられている[3]。2枚の紙に書かれ、1810年6月15日に初演された『エグモント』作品84や1810年8月3日に完成した行進曲WoO 19のスケッチも同じ紙に記されていることから、1810年春のものと判断される[4]。
3. この原稿がもとになって、現在は失われた自筆譜が書かれたと推測される。この失われた原稿は1867年にルートヴィヒ・ノール（英語版）によって出版された[5]。今日なお、ほとんどがノール版に従って演奏される。ノールによると、楽譜には「Für Elise am 27 April zur Erinnerung von L. v. Bthvn」（エリーゼのために、4月27日、L.v.ベートーヴェンの思い出として）と記されていたとされ、『エリーゼのために』という通称はこの献辞にもとづくものである。
4. 「BH 116」上には1822年になって手が加えられた。おそらく出版に適するように改訂したのであろう。「12番」という番号がつけられており、おそらくバガテルの最終曲にするつもりだったと思われる。しかしこの1822年版は完成されることがなかった[6][7]。

## エリーゼの正体

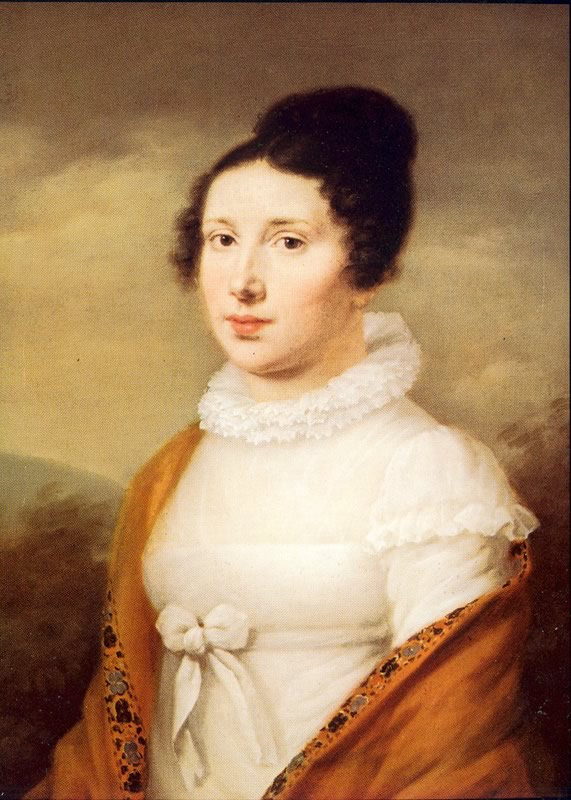
エリーザベト・レッケル

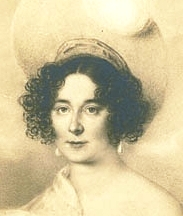
テレーゼ・マルファッティ

この曲を1867年に出版したルートヴィヒ・ノールによると、楽譜はもとテレーゼ・フォン・ドロスディック（旧姓マルファッティ、1851年没）の物だったが、ミュンヘンのバベッテ・ブレードルに贈られた。グライヒェンシュタイン男爵夫人（テレーゼの妹）は「エリーゼ」が誰であるか記憶していなかったという。曲が有名になると、エリーゼが誰であるかについてさまざまな説が生まれた。
- テレーゼ・マルファッティ説
音楽学者のマックス・ウンガーが1923年に述べた説で、「エリーゼのために」は、本来「テレーゼ（Therese）のために」と書かれていたのを、悪筆のために「エリーゼ（Elise）」に読み違えられたと彼は推定した。本曲の原稿はかつてテレーゼ・マルファッティの書庫にあったものであり、テレーゼはかつてベートーヴェンが愛し、1810年には結婚を考えていた女性であった。この説はかつて定説のように扱われたことがあったが、ノールがベートーヴェンの自筆を読み慣れていたこと、「テレーゼに献呈したものではない」とノールが明言していることから、現在は否定されている[9]。
バリー・クーパーはこれに対して「エリーゼ」とは当時のドイツ語の詩の中で恋人の女性を指す一般的な語であり、ベートーヴェンは「エリーゼ」という名前でテレーゼを指した、という説を述べている[10]。
- エリーザベト・レッケル説
ドイツの音楽学者クラウス・マルティン・コーピッツ（ドイツ語版）は、ベートーヴェンがソプラノ歌手エリーザベト・レッケル（ドイツ語版）のために作曲したという新説を発表した。この説は最初2009年6月22日の『デア・シュピーゲル』第26号に載り[11]、翌年自著で発表された[12]。友人ヨーゼフ・アウグスト・レッケルの妹であり、どこまでベートーヴェンと親密な関係であったかは定かでないが、彼の交友関係の中で唯一「エリーゼ」の愛称を持つ人物とされている。この女性はウィーンに滞在していた頃に1813年に作曲家ヨハン・ネポムク・フンメルと結婚した。
- エリーゼ・バーレンスフェルト説
2014年、カナダの音楽学者リタ・ステブリン (Rita Steblin) が述べた説。エリーゼ・バーレンスフェルト (Elise Barensfeld) はドイツのソプラノ歌手で、ベートーヴェンの友人であったヨハン・ネポムク・メルツェルとともに各地で興業を行い、1813年までウィーンに住んでいた。テレーゼ・マルファッティとは近所であり、ステブリンによるとおそらくテレーゼはエリーゼにピアノを教えていた[9]。
- エリーゼ・シャハナー説
2013年、オーストリアの音楽学者ミヒャエル・ローレンツ (Michael Lorenz (musicologist)) が述べた説。彼はエリーザベト・レッケル説を根拠のないものとして否定し、献辞はテレーゼの没後その楽譜の所有者となったルドルフ・シャハナーによって後に書き加えられたとする。シャハナーは楽譜を所有していたバベッテ・ブレードルの婚外子であり、シャハナーの妻と娘はともにエリーゼという名前だった[13]。

## 「エリーゼのために」を原曲とした楽曲
- 「情熱の花」（1959年、カテリーナ・ヴァレンテ。日本ではザ・ピーナッツのカヴァーもヒット。香港では1980年、ロマン・タムが「心裡有個謎」のタイトルで広東語詞でカヴァー）
- 「キッスは目にして!」（1981年、ザ・ヴィーナス）
- 「メタルハート」（1985年、アクセプト）
- 「イヴの誘惑」（1991年、井上晴美）
- 「アソコに毛がはえた」（1995年、嘉門達夫。アルバム『娯楽の殿堂』収録）
- 「Blues For Elise」 (1997年、アクセプトのギタリスト、ウルフ・ホフマンのソロアルバム『クラシカル』に収録。
- 「Show me × Show me」（1998年、MISSION）
- 「幸せになろう」（2002年、宇多田ヒカル。アルバム『DEEP RIVER』収録）
- 「I Can」（2002年、Nas。アルバム『God's Son 』収録）
- 「SPEED OVER BEETHOVEN」（2002年、ROSE。アルバム『Dancemania SPEED9』他、音楽ゲーム『Dance Dance Revolution EXTREME』収録）
- 「仮契約のシンデレラ」（2012年、私立恵比寿中学）
- 「エリンギのために」（2017年、DJみそしるとMCごはん&ももなお姉さん、アルバム『天才おばかクラシック その1/VARIOUS』収録）
- 「Hands Up」（2020年、Cherry Bullet。「エリーゼのために」をサンプリング使用[14]）
- 「人喰いオオカミとエリーゼ」（2021年、カノエラナ。アルバム『昼想夜夢』収録）

## その他

### CM・応援歌
- プロ野球の千葉ロッテマリーンズが、試合で得点をいれた時や勝利したときは、そのたびにスタンドのサポーターが「エリーゼのために」のトランペット演奏に合わせて「千葉!!ロッテ!!マリーンズ!!」とリズミカルにコールをあげる（演奏の出だしは「キッスは目にして!」の歌い出しと同様）。
- ジェフユナイテッド市原・千葉などでプレーした元サッカー日本代表選手の巻誠一郎の応援歌としても知られた。
- 日産・スカイライン（7代目、クーペ）のCMでも流れていた。テクノ調にアレンジされている。

### サービス
- 西日本旅客鉄道（JR西日本）北陸本線の一部の駅では、この曲を列車接近（到着・通過）メロディとして使用している。
- 東武鉄道太田駅で5番線(桐生線・小泉線)の信号開通メロディとして使用している。
- 他にも、日本や台湾などの一部の地域や国の清掃車（ごみ収集車）の、「ごみ回収に来た」という合図のために使われている。なお、台湾では過去にセイコーエプソンのメロディIC SVM7910CFが内蔵されたアンプをごみ収集車に搭載し、「エリーゼのために」や「乙女の祈り」を鳴動させごみ回収を知らせていた。またSVM7910CFの音源をカセットテープなどに録音し鳴動させていた。現在はICの生産終了などにより、ノボル電機制作所のYR52や台湾現地の会社が製造したFar Sonic FS-889などが使用されている

### 製品
- チョロQの一部作品では、清掃車のクラクションとして使用されており、プレイヤーが購入することも出来、使用することも出来るようになっている。
- セイコーエプソンのSVM7910CFやシャープのLR34633などのメロディICにエリーゼのためにが収録されている。（現在は両社製造終了）
- パトライトの電子音報知器や電子音警報付き回転灯に内蔵されている。例としてKEJECー110Fなどがある。
- NECのPBXなどにもSVM7910CFが使用されている
- クラシカロイドではベートーヴェンがムジークとして使用しており、アレンジも加えられている（豊穣の夢～エリーゼのためにより～）
- コロナ製石油ストーブの給油お知らせメロディーにも使用されている。

### ドラマ
- ドラマ「古畑任三郎」において、古畑が探している曲によく似た曲として、「エリーゼのために」が回答された[15]。
- イギリスのドラマシリーズ『刑事フォイル』2015年放送の最終回"Elise"でモチーフとして使われ、作中数回旋律が聞かれる。

### アニメ
- テレビアニメ『学校の怪談』第4話「死者からの鎮魂歌（レクイエム）エリーゼ」で使用されている。
- 『地獄先生ぬ〜べ〜』アニメオリジナルエピソード第36話「真夜中の㊙レッスン!音楽室の危険な誘惑!!」で使用されている。
- 『オバケのQ太郎』アニメ第3作「ハクション音楽会」の巻で、よっちゃんがリサイタルを行ったシーンで使用されている。

### その他
- 明石市立二見北小学校と千葉県立東葛飾中学校・高等学校では、この曲がチャイムとして使用されている。

## 著作
- Nohl, Ludwig (1867). Neue Briefe Beethovens. Stuttgart. pp. 28-33（最初の出版譜）
- Brandenburg, Sieghard (2002). Ludwig van Beethoven, Klavierstück a-Moll WoO 59 „Für Elise“. Bonn: Verlag Beethoven-Haus. ISBN 3-88188-074-7（BH 116のファクシミリ）
- Cooper, Barry (1984). “Beethoven’s Revisions to ‘Für Elise’”. The Musical Times 125:  561–563. JSTOR 963688.
- Tyson, Alan (1974), “A Reconstruction of the Pastoral Symphony Sketchbook”, in Alan Tyson, Beethoven Studies, 1, London, pp. 67–96
- Klaus Martin Kopitz, Beethoven, Elisabeth Röckel und das Albumblatt „Für Elise“, Köln 2010, ISBN 978-3-936655-87-2
- Klaus Martin Kopitz, Beethoven’s ‘Elise’ Elisabeth Röckel: a forgotten love story and a famous piano piece, in: The Musical Times, vol. 161, no. 1953 (Winter 2020), pp. 9–26